# Meghnad Saha
Meghnad Saha (in bengali মেঘনাদ সাহা; Dacca, 6 ottobre 1893 – Delhi, 16 febbraio 1956) è stato un astrofisico indiano noto per l'equazione che porta il suo nome, strumento fondamentale per l'interpretazione degli spettri stellari.
Nel 1927 divenne membro della Royal Society e presiedette il Congresso Scientifico Indiano nel 1934.

## Biografia
Saha nacque il 6 ottobre 1893 nel villaggio di Shaoratoli, nei pressi di Dacca, allora facente parte dell'Impero Britannico, nella regione del Bengala. Di famiglia povera, conobbe un'infanzia stentata. 
Ottenne l'istruzione primaria alla Dhaka Collegiate School, per poi continuare al Dhaka College. Fu inoltre studente al Presidency College di Kolkata, professore alla Allahabad University dal 1923 al 1938, quindi docente e preside della facoltà di Scienze dell'Università di Calcutta fino alla sua morte, avvenuta nel 1956. 
Ebbe professori e compagni di classe piuttosto brillanti. Nei suoi giorni da studente, Jagadish Chandra Bose e Prafulla Chandra Roy erano all'apice della loro fama, mentre tra i suoi compagni di classe vi erano, tra gli altri, Satyendranath Bose, Jnan Ghosh e J. N. Mukherjee.
I lavori più noti di Saha, riguardanti la ionizzazione termica degli elementi chimici, lo condussero a formulare la relazione oggi nota come equazione di Saha, strumento fondamentale in astrofisica per l'interpretazione degli spettri delle stelle. Dagli spettri delle varie stelle si può risalire alla loro temperatura e quindi, utilizzando l'equazione di Saha, determinare lo stato di ionizzazione degli elementi presenti nella stella.
Saha contribuì anche a creare diverse istituzioni scientifiche, tra cui il dipartimento di Scienze Fisiche alla Allahabad University e l'Istituto di Fisica Nucleare di Calcutta. Fondò inoltre la rivista Science and Culture, di cui fu editore fino alla sua morte. Organizzò diverse società scientifiche, tra cui l'Accademia Nazionale delle Scienze (nel 1930) e, soprattutto, l'Indian Institute of Science nel 1935, tuttora uno dei migliori istituti di ricerca di tutta l'Asia. Gli fu inoltre dedicato l'Istituto di Fisica Nucleare fondato a Kolkata nel 1943.
Tra le altre cose, inventò anche uno strumento per misurare la pressione di radiazione del Sole.

## Tributi a Saha
- "L'equazione di ionizzazione di Meghnad Saha, che aprì la strada all'astrofisica stellare, fu uno dei maggiori risultati scientifici indiani del XX secolo, una scoperta da Premio Nobel" - Jayant Narlikar[2]
- "Il contributo di Saha all'astrofisica non è mai abbastanza sovrastimato, poiché ispirò quasi tutti i successivi progressi in questo campo e gran parte dei lavori successivi degli astrofisici si basava sulle idee di Saha" - S. Rosseland